# Brachyconidiellopsis fimicola
Brachyconidiellopsis fimicola är en svampart som beskrevs av Decock, R.F. Castañeda & Adhikari 2004. Brachyconidiellopsis fimicola ingår i släktet Brachyconidiellopsis och familjen Microascaceae.   Inga underarter finns listade i Catalogue of Life.